# Conepatus castaneus castaneus
El zorrino chico del sur o zorrino castaño del sur (Conepatus castaneus castaneus) es la subespecie austral de las dos que integran a Conepatus castaneus, una especie de mofeta endémica del centro de la Argentina. La otra subespecie con la cual comparte la especie es: Conepatus castaneus proteus; sinónimo: Conepatus humboldtii proteus.

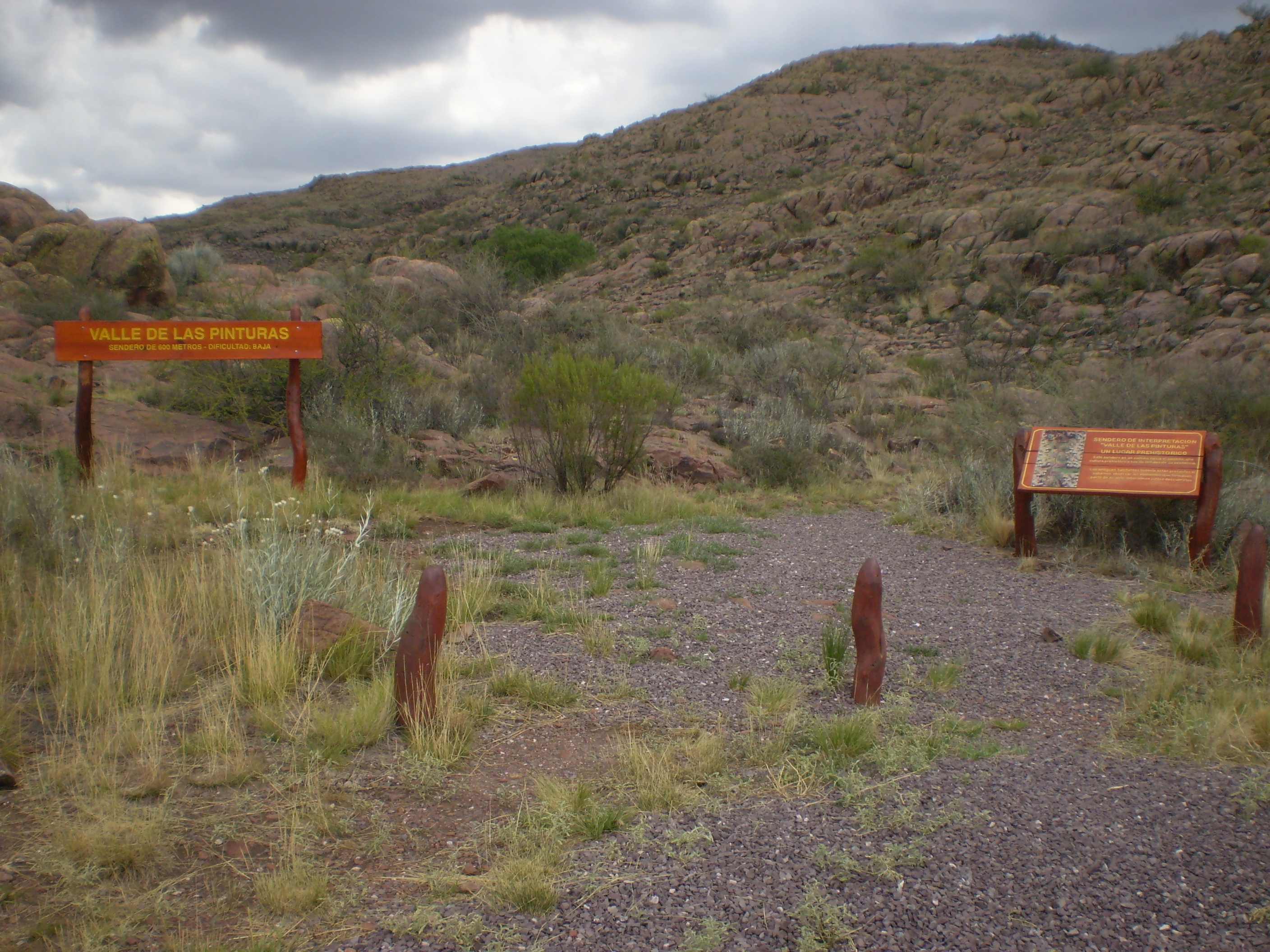
Vegetación típica de la provincia fitogeográfica del monte, uno de los hábitats característicos de este taxón, en el parque nacional Lihué Calel, La Pampa, Argentina.

## Descripción
Posee un cuerpo delgado, con una frondosa y larga cola. La cabeza presenta un hocico corto y fino. El pelaje destaca por ser de color negro, pero presentando dos angostas franjas de color blanco que no se unen en la frente, incluso son frecuentes los ejemplares que sólo cuentan con dos líneas blancas sobre la región escapular. Entre ambas bandas blancas, el pelaje exhibe tonos castaños, los que motivan uno de sus nombres vulgares. Bajo la cola, a ambos lados del ano, posee las glándulas anales que producen su característico y fétido líquido defensivo.
Se alimenta de invertebrados, pequeños vertebrados, huevos y algunos vegetales.

## Taxonomía
Algunos autores la tratan como una subespecie de Conepatus humboldtii: Conepatus humboldtii castaneus. Para otros, es una subespecie de Conepatus castaneus, al creer que ese taxón tiene rango de especie plena, distinguible de C. humboldtii por poseer un tamaño menor, y por la distribución del blanco dorsal; C. humboldtii presenta dos anchas bandas blancas que se unen en la frente; en cambio C. castaneus presenta dos angostas franjas que no se unen en la frente, incluso son frecuentes los ejemplares que sólo cuentan con dos líneas blancas sobre la región escapular. Al tener estéticamente un color de pelaje inferior, fue menos depredado por la industria peletera como sí ocurrió con el C. humboldtii.

## Hábitat y distribución
Este taxón es un endemismo del centro-sur de la Argentina. Se distribuye desde las provincias de Buenos Aires —en el sector sur—, casi toda La Pampa, el sudeste de Mendoza, el este de Neuquén, gran parte de Río Negro, hasta el noreste de Chubut, por el sur. 
Habita en estepas arbustivas y bosques xerófilos abiertos. Es un endemismo del distrito fitogeográfico del monte de llanuras y mesetas, uno de los distritos fitogeográficos en que se divide la provincia fitogeográfica del monte. También tiene poblaciones en sectores lindantes en el distrito fitogeográfico del caldén de la provincia fitogeográfica del espinal.     